# John Steinbeck
Pour les articles homonymes, voir Steinbeck.
Œuvres principales
- Des souris et des hommes
- Les Raisins de la colère
- À l'est d'Eden

John Steinbeck (en anglais : [ˈstaɪnbɛk]), né le 27 février 1902 à Salinas (Californie) et mort le 20 décembre 1968 à New York, est un écrivain américain.
Il remporte le prix Nobel de littérature en 1962 « pour ses écrits réalistes et imaginatifs, alliant à la fois un humour sympathique et une perception sociale aiguë ». Il est considéré comme « un géant des lettres américaines » et plusieurs de ses œuvres sont des classiques de la littérature occidentale.
Au cours de sa carrière, il publie vingt-sept livres, dont seize romans, six livres non romanesques et deux recueils de nouvelles. Il est largement connu pour les romans comiques Tortilla Flat (1935) et Rue de la sardine (1945), la saga familiale À l'est d'Éden (1952), ainsi que pour les courts romans Des souris et des hommes (1937) et Le Poney rouge (1937). Les Raisins de la colère (1939), lauréat du prix Pulitzer, est considéré comme son chef-d'œuvre et fait partie du canon occidental. Au cours des 75 années qui ont suivi sa publication, il s'est vendu à plus de 14 millions d'exemplaires.
La plupart des œuvres de Steinbeck se déroulent au cœur de la Californie, en particulier dans la vallée de Salinas et les chaînes côtières californiennes. Ses œuvres ont fréquemment exploré les thèmes du destin et de l'injustice, en particulier chez les travailleurs et fermiers opprimés.

## Biographie

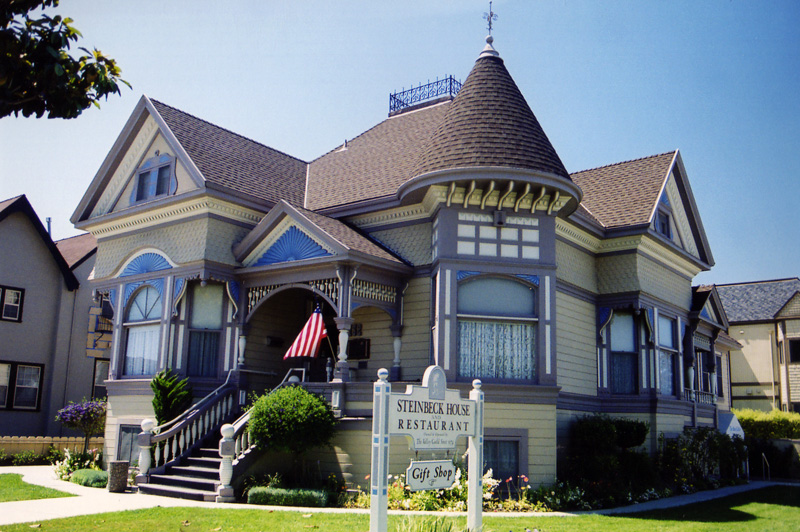
Demeure victorienne située au 132, Central Avenue à Salinas dans laquelle l'écrivain passa son enfance.

### Jeunesse
John Steinbeck a des origines allemande, anglaise et irlandaise. Johann Adolf Großsteinbeck (1828-1913), le grand-père paternel de Steinbeck, a abrégé son nom de famille en Steinbeck lorsqu'il a immigré aux États-Unis. La ferme familiale à Heiligenhaus en Allemagne porte toujours le nom de Großsteinbeck.
Son père, John Ernst Steinbeck (1862-1935), a été trésorier du comté de Monterey. 
Sa mère, Olive Hamilton (1867-1934), une ancienne enseignante, lui a transmis sa passion pour la lecture et l'écriture.
Il avait trois sœurs : Elizabeth (1894-1992), Esther (1892-1986) et Mary (1905-1965). 
Les Steinbeck étaient membres de l'Église épiscopalienne des États-Unis, bien que Steinbeck soit devenu plus tard agnostique. 
Steinbeck vivait dans une petite ville rurale installée dans l'une des terres les plus fertiles du monde.
Le jeune John passe ses étés à travailler dans des ranchs à proximité de chez lui et, plus tard, avec des travailleurs migrants dans une exploitation de betteraves à sucre à Spreckels, à 5 km de Salinas. Là, il côtoie les aspects les plus durs de la vie de migrant et le côté sombre de la nature humaine, ce qui lui fournira du matériel pour des œuvres telles que Des souris et des hommes. Il explore sa région bien aimée, marchant à travers les forêts, les champs et les fermes de la région. Pendant qu'il a l'emploi de la Spreckels Sugar Company, il travaille à l'occasion dans leur laboratoire, ce qui lui laisse du temps pour écrire. Il présente des aptitudes mécaniques considérables et un penchant pour la réparation des choses qu'il possède.
Diplômé de l'école secondaire de Salinas en 1919, Steinbeck étudie la littérature anglaise à l'Université Stanford, près de Palo Alto. 
Il abandonne l'université sans diplôme en 1925. Il se rend ensuite à New York où il occupe divers emplois (reporter, apprenti peintre, maçon, ouvrier et chimiste). 
N'ayant pas réussi à publier ses écrits, il retourne en Californie et travaille, en 1928, comme gardien d'une maison isolée, près du lac Tahoe, où il rencontre Carol Henning, sa première femme,,. 
Ils se marient en janvier 1930 à Los Angeles, où, avec des amis, il tente de gagner sa vie en fabriquant des mannequins en plâtre. 
Six mois plus tard, constatant l'échec de l'entreprise de mannequins, Steinbeck et son épouse retournent à Pacific Grove, en Californie, et s'installent dans un cottage de son père, péninsule de Monterey, à quelques pâtés de maisons de la ville de Monterey. 
Ses parents ont offert à John un logement gratuit, du papier pour ses manuscrits et des prêts pour lui permettre d'écrire sans chercher de travail.
Pendant la Grande Dépression, Steinbeck achète un petit bateau. Il affirmera plus tard qu'il avait pu vivre du poisson et du crabe qu'il avait pêchés, ainsi que des légumes de son jardin et des fermes des environs. Lorsque ces sources se tarissent, Steinbeck et son épouse acceptent l'aide sociale et, à de rares occasions, volent du bacon sur le marché des produits locaux. Quelle que soit la nourriture qu'ils avaient, ils la partageaient avec leurs amis. Carol deviendra le modèle de Mary Talbot, l'héroïne du roman Rue de la sardine.
En 1930, Steinbeck rencontre le biologiste marin Ed Ricketts (en) qui devient un ami proche et son mentor au cours de la décennie suivante, lui apprenant beaucoup de choses sur la philosophie et la biologie. Ricketts, généralement très calme, sympathique, doté d'une grande confiance en lui et d'une connaissance encyclopédique de divers sujets, a beaucoup influencé Steinbeck. Ricketts avait suivi un cours universitaire de Warder Clyde Allee, un biologiste et théoricien de l'écologie, qui allait ensuite écrire l'un des premiers manuels importants d'écologie. Ricketts est un partisan de la pensée écologique selon laquelle l'homme n'est qu'une partie d'une grande chaîne d'êtres, pris dans une toile de la vie trop vaste pour qu'il puisse la contrôler ou la comprendre. Ricketts exploite en outre un laboratoire biologique sur la côte de Monterey, vendant des échantillons biologiques de petits animaux, poissons, raies, étoiles de mer, tortues et autres formes marines à des écoles et des collèges.
De 1930 à 1936, Steinbeck et Ricketts sont de grands amis. La femme de Steinbeck travaille au laboratoire de Ricketts en tant que secrétaire-comptable. Steinbeck y travaille également de manière informelle. L'amitié des deux hommes est cimentée par leur amour commun pour la musique et pour l'art, en plus des connaissances de Ricketts en biologie et en philosophie écologique, que John fait siennes. Lorsque Steinbeck devenait émotionnellement perturbé, Ricketts l'apaisait en lui jouant de la musique.

### Carrière d'écrivain
Il publie en 1929 un premier roman, La Coupe d'or (Cup of Gold: A Life of Sir Henry Morgan, Buccaneer, With Occasional Reference to History), une fiction historique basée sur la vie de Henry Morgan, qui ne rencontre aucun succès. L'année suivante il épouse Carrol, déménage à Monterey et rencontre Ricketts, événements qui modifient son approche de la littérature.
En 1932, il publie Les Pâturages du ciel (The Pastures of Heaven), un recueil de nouvelles se situant dans la ville de Monterey. En 1933, il publie Le Poney rouge (The Red Pony) et Au dieu inconnu (To a God Unknown). Il reste ensuite au chevet de sa mère qui meurt en 1934 et commence à recueillir des informations sur les syndicats fermiers. Son père meurt en 1935.
Tortilla Flat, écrit en 1935, lui vaut son premier prix littéraire, la médaille d'or du meilleur roman écrit par un Californien décernée par le Commonwealth Club of California. Cette histoire humoristique lui assure le succès. Il devient ami avec son éditeur, Pascal Covici.
Avec Des souris et des hommes (Of Mice and Men) et En un combat douteux (In Dubious Battle), publiés en 1936, son œuvre devient plus grave et plus engagée. Dans une lettre à un ami, il se désole : « Il y a des émeutes dans Salinas et des meurtres dans les rues de cette chère petite ville où je suis né. » Du court roman qu'est Des souris et des hommes, il tire en 1937 une version pour le théâtre qui rencontre un grand succès public et critique : cette pièce lui vaut le New York Drama Critics' Circle Awards en 1938.
Après le recueil de nouvelles La Grande Vallée (The Long Valley) en 1937 et Les Bohémiens des vendanges (série de sept articles écrits en 1936 pour le San Francisco News, intitulés The Harvest Gypsies et publié, sous forme de pamphlet, avec pour nouveau titre Their Blood Is Strong), un reportage sur les travailleurs immigrants, en 1938, il publie Les Raisins de la colère (The Grapes of Wrath) en 1939, qu'il considère comme sa meilleure œuvre. Estimant que son écrit est trop révolutionnaire pour connaître le succès, il conseille à son éditeur un petit tirage. Le livre connaît un immense succès. Les critiques lui reprochent le langage utilisé (trop populaire) et les idées développées (trop socialistes). Le livre est interdit dans plusieurs villes de Californie. En 1940, lorsque le roman est adapté au cinéma par John Ford sous le même titre The Grapes of Wrath, il reçoit le Prix Pulitzer du roman.
En 1941, il lance une expédition marine avec Ricketts dans le golfe de Californie, qui donne lieu à une œuvre aussi scientifique que littéraire, Sea of Cortez: A Leisurely Journal of Travel and Research, écrit en collaboration avec son ami. Une version vulgarisée de cet ouvrage voit le jour en 1947 sous le titre Dans la mer de Cortez (Sea of Cortez). En 1942, Steinbeck publie Lune noire (The Moon Is Down), aussi traduit en français sous le titre Nuit sans lune. Cette même année, il divorce et épouse Gwyndolyn Conger en 1943. En 1944 sort au cinéma Les Naufragés (Lifeboat), film d'Alfred Hitchcock dont Steinbeck signe le script original ultérieurement développé sous forme de scénario par Jo Swerling et Ben Hecht : Steinbeck est nommé pour l'Oscar de la meilleure histoire originale à la 17e cérémonie des Oscars. La même année, il déménage à Monterey, où il est mal accueilli par les habitants. Il s'installe peu après à New York. Il a un premier fils, Thom (qui sera l'oncle du chanteur Johnny Irion).
Après avoir fait paraître Rue de la sardine (Cannery Row) en 1945, il déménage à Pacific Grove en 1948. Il commence ses recherches pour l'écriture de À l'est d'Éden (East of Eden). En 1946, son second fils, John IV, vient au monde. Il essaye d'acheter le ranch où se déroulent les aventures du Poney rouge, et échoue. Les personnages de Rue de la sardine se retrouveront dans un autre roman, Tendre Jeudi (Sweet Thursday).
En 1947, il publie La Perle (The Pearl) et entreprend un voyage en URSS, accompagné du photographe Robert Capa, pour le compte du New York Herald Tribune. Il en tire Journal russe en 1948. Ricketts meurt dans un accident de voiture. Steinbeck divorce à nouveau.
Il rencontre Elaine Anderson Scott en 1949 et l'épouse en 1950. En 1952, il participe à l'écriture du scénario du film Viva Zapata! d'Elia Kazan et publie À l'est d'Éden.
Il fait paraître en 1954 Tendre Jeudi (Sweet Thursday). Une comédie musicale, Pipe Dream, en est tirée en 1955. Il déménage à Sag Harbor, dans l'État de New York. En 1957, la ville de Salinas propose de donner son nom à un lycée. Il refuse.
En 1958 est publié Il était une fois une guerre (Once There Was a War), recueil de ses reportages durant la Seconde Guerre mondiale. Il a une crise cardiaque en 1959, ce qui l'encourage à se détendre en séjournant en Angleterre et au Pays de Galles, puis à parcourir l'Amérique en 1960, un périple dont il tire Voyage avec Charley (Travels with Charley: In Search of America) en 1962.
En 1961, il publie son dernier roman, L'Hiver de notre mécontentement (The Winter of Our Discontent), aussi traduit en français sous le titre Une saison amère, en espérant « revenir en arrière de presque quinze ans et recommencer à l'intersection où il avait mal tourné ». Il est alors déprimé et estime que la célébrité l'a détourné « des vraies choses ». Les premières critiques sur le livre sont mitigées, mais, à la surprise générale, il reçoit le Prix Nobel de littérature en 1962. Après un autre voyage en Europe en 1963, en compagnie de Edward Albee, il reçoit l'année suivante la médaille présidentielle de la Liberté.

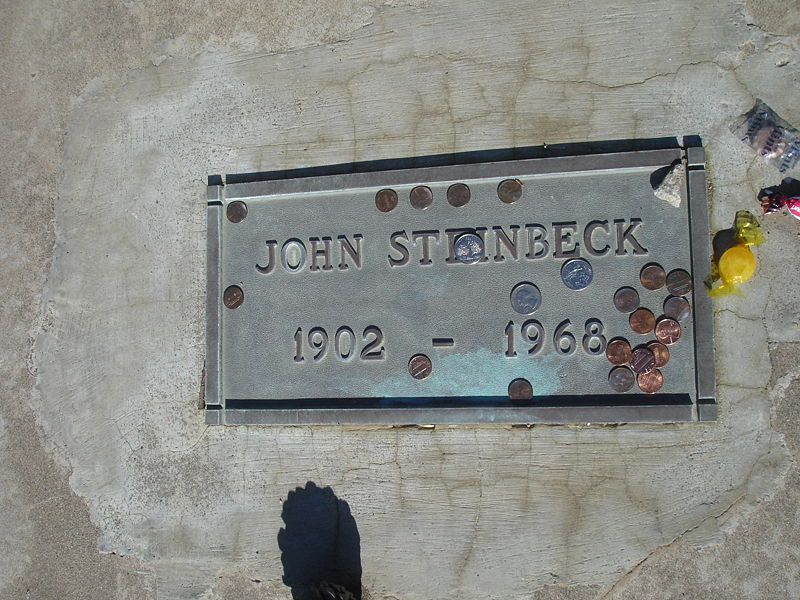
Tombe de John Steinbeck, à Salinas.

En 1966 est publié son ultime livre, Un artiste engagé (America and Americans ), un recueil de reportages, de chroniques et d'essais politiques. Il meurt le 20 décembre 1968 à New York d'athérosclérose.

### Vues religieuses
Steinbeck était affilié à la paroisse épiscopalienne Saint-Paul et resta attaché toute sa vie à l'Église épiscopalienne. Dans ses œuvres de fiction, il est particulièrement conscient de la place de la religion dans les rapports humains et l’intègre dans ses récits comme un de ses thèmes de prédilection, notamment dans À l'est d'Éden. La composition de ses personnages s’inspire souvent de la Bible et de la théologie anglicane, combinant des éléments du catholicisme romain et du protestantisme.
Steinbeck prend pourtant ses distances de la religion lorsqu'il quitte Salinas pour Stanford. Cependant, son travail reflète toujours l'atmosphère de son enfance à Salinas et ses valeurs épiscopales influencent son écriture dans ses romans et nouvelles, tout comme dans ses reportages et ses journaux de voyage. Ses vues épiscopales sont bien en évidence dans Les Raisins de la colère, où les thèmes de la conversion et du sacrifice jouent un rôle majeur pour les personnages de Casy et de Tom qui atteignent la transcendance spirituelle par la conversion.

### Opinions politiques
Les contacts de Steinbeck avec des écrivains de gauche, des journalistes et des personnalités syndicales influencent nettement ses écrits. Il rejoint la League of American Writers (en) (traduction littérale, Ligue des écrivains américains), une organisation communiste, en 1935.
Steinbeck est en outre accompagné par les écrivains radicaux Lincoln Steffens et son épouse Ella Winter (en). Par l'intermédiaire de Francis Whitaker (en), membre du John Reed Club (en) du Parti communiste américain, il rencontre les organisateurs de la grève de la United Cannery, Agricultural, Packing, and Allied Workers of America (en). En 1939, il signe une lettre avec quelques autres écrivains en faveur de l'invasion soviétique de la Finlande et de l'instauration de la république satellite finlandaise par l'Union soviétique.
Des documents, publiés par la Central Intelligence Agency (CIA) en 2012, indiquent que Steinbeck avait offert ses services à cette agence en 1952, alors qu'il planifiait une tournée européenne,. Le directeur du renseignement central, Walter Bedell Smith, était impatient de l'accepter. Le travail que Steinbeck aurait pu accomplir pour la CIA pendant la guerre froide, le cas échéant, reste inconnu.
Steinbeck était un proche collaborateur du dramaturge Arthur Miller. En juin 1957, Steinbeck prend un risque personnel et professionnel en le soutenant lorsque Miller refuse de citer des noms lors des procès de la House Un-American Activities Committee. Steinbeck a qualifié cette période de « l'une des périodes les plus étranges et les plus effrayantes à laquelle un gouvernement et un peuple aient jamais été confrontés ».
En 1967, lorsqu'il est envoyé au Viêt Nam pour un reportage sur la guerre, sa représentation sympathique de l'armée américaine conduisit le New York Post à le dénoncer pour avoir trahi son passé libéral. Jay Parini (en), biographe de Steinbeck, déclare à ce propos que l'amitié de Steinbeck avec le président Lyndon B. Johnson a influencé son point de vue sur le Viêt Nam. Steinbeck était peut-être également préoccupé par la sécurité de son fils servant au Viêt Nam.

### Harcèlement du gouvernement
Steinbeck s'est plaint publiquement de son harcèlement par le gouvernement. Thomas Steinbeck, le fils aîné de l'écrivain, a déclaré que J. Edgar Hoover, directeur du FBI à l'époque, ne pouvant trouver aucune base pour poursuivre Steinbeck, avait utilisé son pouvoir pour amener l'US Internal Revenue Service à auditer les impôts de Steinbeck chaque année de sa vie, uniquement pour l'embêter. Selon Thomas, un véritable artiste est un artiste qui « sans penser à sa sécurité, se dresse contre les pierres de la condamnation et parle au nom de ceux à qui on n'accorde pas de voix dans les salles de justice ou les salles du gouvernement. En agissant ainsi, ces personnes deviennent naturellement les ennemis du statu quo politique ».
Dans une lettre adressée au procureur général des États-Unis, Francis Biddle, en 1942, John Steinbeck écrivait : « Pensez-vous que vous pourriez demander aux gars d'Edgar d'arrêter de me talonner ? Ils pensent que je suis un ennemi étranger. Cela commence à devenir lassant ». Le FBI a toujours nié que Steinbeck ait jamais été sous enquête.

## Thèmes
On retrouve plusieurs thèmes dominants dans l'œuvre de Steinbeck, avec d'abord la Californie, et en particulier les villes où il a vécu. Il met souvent en scène des personnages communs, de classe ouvrière, confrontés au Dust Bowl et à la Grande Dépression.
Tout au long de sa vie, John Steinbeck aime se comparer à Pigasus (de pig, « cochon » en anglais et Pegasus), un cochon volant, « attaché à la terre mais aspirant à voler ». Elaine Steinbeck explique ce symbole dans une lettre en parlant d'une « âme lourde mais essayant de voler ».
Lune noire (The Moon Is Down) est paru en 1942, mais il en existe une autre version en français, publiée à Lausanne, sous le titre Nuits sans Lune, en 1943. Dans cette dernière version, par rapport au texte original, certaines coupures et altérations ont été pratiquées par l'éditeur, et ce pour des raisons évidentes. En effet, si à aucun moment de son récit, Steinbeck n'a explicitement désigné l'armée d'invasion comme étant allemande, de nombreuses mentions y sont faites de l'Angleterre, de la guerre de Russie, de l'occupation de la Belgique vingt années auparavant, qui ne laissent subsister aucun doute, et avaient donc dû être supprimées dans l'édition de Lausanne. La traduction française intégrale est parue en 1994 sous le titre Lune noire.

## Attribution du prix Nobel
Lorsqu'en 2012, la Fondation Nobel rend publiques les archives des délibérations vieilles de cinquante ans comme le stipule le règlement, elle révèle que John Steinbeck fut récompensé par défaut,. Les quatre autres auteurs retenus dans la sélection finale de 1962 étaient la Danoise Karen Blixen, le Français Jean Anouilh, puis les Britanniques Lawrence Durrell et Robert Graves,. Il fut d'emblée décidé que Durrell serait écarté. Blixen mourut un mois avant l'élection du gagnant et Anouilh fut évincé, car sa victoire aurait été trop proche de celle de Saint-John Perse, le dernier lauréat français,. Graves, quant à lui, était connu comme poète bien qu'il ait publié quelques romans. Mais pour Anders Österling, secrétaire perpétuel d'alors de l'Académie suédoise, personne dans la poésie anglophone n'égalait le talent d'Ezra Pound, dont il fut décidé, par la suite, qu'il serait privé de la récompense à cause de ses positions politiques. Steinbeck obtint finalement le prix. La citation associée au prix félicitait Steinbeck « pour ses écrits réalistes et imaginatifs, combinant à la fois un humour sympathique et une perception sociale aiguë ». En réponse à un journaliste lui demandant s'il méritait la distinction, Steinbeck, surpris par sa victoire, aurait répondu : « Franchement, non. »
L'annonce de son couronnement fut mal reçue par la presse suédoise et américaine pour qui il était un auteur du passé. En effet, l'écrivain américain n'avait rien publié de marquant depuis longtemps et ses grands romans (Des souris et des hommes, Les Raisins de la colère et À l'est d'Eden) étaient très anciens. Arthur Mizener (en) publie alors un article dans le New York Times intitulé Un écrivain ayant une vision morale des années 1930 mérite-t-il le prix Nobel? Selon lui, Steinbeck ne méritait pas ce prix prestigieux puisqu'il s'agissait d'un « talent limité » dont les œuvres étaient « diluées par une philosophie de dixième qualité ». De nombreux critiques américains considèrent maintenant que ces attaques avaient une motivation politique.
Le journal britannique The Guardian, dans un article de 2013 qui révèle que Steinbeck était un choix de compromis pour le prix Nobel décerné en 1962, le qualifie néanmoins de « géant des lettres américaines ». Malgré les attaques en cours sur sa réputation littéraire, les œuvres de Steinbeck continuent de bien se vendre et il est largement enseigné dans les écoles américaines et britanniques comme un pont vers une littérature plus complexe. Des œuvres telles que Des souris et des hommes, courtes et faciles à lire, illustrent avec compassion des thèmes universels qui sont toujours d'actualité au XXIe siècle. Autre marque de reconnaissance critique en France, une sélection de quatre de ses romans est publiée en 2023 dans la prestigieuse collection de La Pléiade chez Gallimard.

## Œuvre
La liste ne répertorie que la première édition et, s'il y a lieu, la plus récente édition en français.

### Romans
- Cup of Gold (1929) La Coupe d'or, traduit par Jacques Papy, Paris, Gallimard, coll. « Du monde entier », 1952 ; dernière réédition, Paris, Gallimard, coll. « Folio » no 3073, 1998  (ISBN 2-07-038457-8)
- To a God Unknown (1933) Au dieu inconnu, traduit par Jeanne Witta-Montrobert, Paris, Gallimard, coll. « Du monde entier », 1950 ; dernière réédition, Paris, Gallimard, coll. « Folio » no 1232, 1980  (ISBN 2-07-037232-4)
- Tortilla Flat (1935) Tortilla Flat, traduit par Brigitte V. Barbey, Lausanne, Marguerat, coll. « La Caravelle » no 7, 1944 ; dernière réédition, Paris, Gallimard, coll. « Folio » no 897, 1993  (ISBN 2-07-036897-1)
- In Dubious Battle (1936) En un combat douteux, traduit par Edmond Michel-Tyl, Paris, Gallimard, coll. « Du monde entier », 1940 ; dernière réédition, Paris, Gallimard, coll. « Folio » no 228, 1972  (ISBN 2-07-036228-0)
- Of Mice and Men (1937) Des souris et des hommes, traduit par Maurice-Edgar Coindreau, Paris, Gallimard, 1939 ; dernière réédition, Paris, Gallimard, coll. « Folio » no 37, 2011  (ISBN 978-2-07-044477-9) ; Nouvelle traduction par Agnès Desarthe, Paris, Gallimard, coll. « Du monde entier », 2022.
- The Grapes of Wrath (1939) Les Raisins de la colère, traduit par Marcel Duhamel et Maurice-Edgar Coindreau, Paris, Gallimard, 1947[35] ; dernière réédition, Paris, Gallimard, coll. « Folio » no 83, 1972 (BNF 35224984)
- The Moon Is Down (1942) Nuits noires, Paris, Éditions de Minuit, 1944 ; Lune noire, traduit par Jean Pavans, Paris, JC Lattès, 1994 ; dernière réédition, Paris, LGF, coll. « Le Livre de poche » no 14005, 1996  (ISBN 2-07-036861-0)
- Cannery Row (1945) Rue de la sardine, traduit par Magdeleine Paz, Paris, Gallimard, coll. « Du monde entier », 1947 ; dernière réédition, Paris, Gallimard, coll. « Folio » no 787, 1976  (ISBN 2-07-036787-8)
- The Wayward Bus (1947) Les Naufragés de l'autocar, traduit par Renée Vavasseur et Marcel Duhamel, Paris, Gallimard, 1949 ; dernière réédition, Paris, Gallimard, coll. « Folio » no 861, 1994  (ISBN 2-07-036881-5)
- East of Eden (1952) À l'est d'Éden, traduit par J.-C. Bonnardot, Paris, Del Duca, 1956 ; dernière réédition, Paris, LGF, coll. « Le Livre de poche » no 1008, 1974  (ISBN 978-2-253-00597-1)
- Sweet Thursday (1954) Tendre Jeudi, traduit par J.-C. Bonnardot, Paris, Éditions Mondiales, 1956 ; dernière réédition, Paris, LGF, coll. « Le Livre de poche » no 1536, 2004  (ISBN 2-253-00131-7)
- The Short Reign of Pippin IV (1957) Le Règne éphémère de Pépin IV, traduit par Rose Celli, Paris, Del Duca, 1957 ; dernière réédition revue et corrigée, Paris, Phébus, coll. « D'aujourd'hui. Étranger », 1996  (ISBN 2-85940-421-X)
- The Winter of Our Discontent (1961) L'Hiver de notre mécontentement, traduit par Monique Thiès, Paris, Del Duca, 1961 ; dernière réédition dans une nouvelle traduction d'Anouk Neuhoff sous le titre Une saison amère, Paris, LGF, coll. « Le Livre de poche » no 14550, 1998  (ISBN 2-253-14550-5)

### Courts romans
- The Red Pony (1933) Le Poney rouge, dans La Grande Vallée, traduit par Marcel Duhamel et Max Morise, Gallimard, coll. « Du monde entier », 1946 ; dernière réédition dans une traduction révisée par Catherine Maillard, Paris, Gallimard, coll. « Folio bilingue » no 114, 2003  (ISBN 2-07-042342-5)
- The Pearl (1947) La Perle, traduit par Renée Vavasseur et Marcel Duhamel, Paris, Gallimard, coll. « Du monde entier », 1950 ; dernière réédition, Paris, Gallimard, coll. « La bibliothèque Gallimard » no 165, 2005  (ISBN 2-07-030629-1)
- Burning Bright (1950) La Flamme, traduit par Henri Thiès, Paris, Del Duca, 1951 (BNF 32645862)

### Recueils de nouvelles
- The Pastures of Heaven (1932) Les Pâturages du ciel, traduit par Louis Guilloux, Paris, Gallimard, 1948 ; dernière réédition, Paris, Gallimard, coll. « Folio » no 692, 1994  (ISBN 2-07-036692-8)
- The Long Valley (1938) La Grande Vallée, traduit par Marcel Duhamel et Max Morise, coll. « Du monde entier », 1946 ; dernière réédition, Paris, Gallimard, coll. « Folio » no 881, 1994  (ISBN 2-07-036881-5)

### Récits, reportages et mémoires
- The Harvest Gypsies (1938), recueil d'articles aussi paru sous le titre Their Blood Is Strong Les Bohémiens des vendanges, traduit par Jean-François Chaix, Paris, Éditions Mille et une nuits, coll. « Petite collection » no 254, 2000  (ISBN 2-84205-441-5)
- The Log from the Sea of Cortez (1941-1951) La Mer de Cortez, traduit par Rosine Fitzgerald, Paris, Éditions maritimes et d'outre-mer, 1979 ; réédition de la même traduction sous le titre Dans la mer de Cortez, Arles, Actes Sud, 1989 ; dernière réédition, Arles, Actes Sud, coll. « Babel » no 962, 2009  (ISBN 978-2-7427-8358-8)
- Bombs Away: The Story of a Bomber Team (1942) Bombes larguées : Histoire d’un équipage de bombardier, traduit par Julia Malye, Paris, Les Belles Lettres, coll. « Mémoires de guerre » no 24, 2018  (ISBN 978-2-251-44837-4)
- A Russian Journal (1948) Journal russe, traduit par Marcel Duhamel, Paris, Gallimard, 1949 ; dernière réédition, Paris, Gallimard, 1996  (ISBN 2-07-026074-7)
- Un Américain à New York et à Paris (1956), Paris, Julliard, 1956 ; jamais réédité
- Once There Was A War (1958) Il était une fois une guerre, traduit par Henri Thiès, Paris, Del Duca, 1960 ; dernière réédition, Paris, La Table ronde, coll. « La petite vermillon » no 310, 2008  (ISBN 978-2-7103-3088-2)
- Travels with Charley: In Search of America (1962) Mon caniche, l'Amérique et moi, traduit par Monique Thiès, Paris, Del Duca, 1962 ; réédition de la même traduction sous le titre Voyage avec Charley, Arles, Actes Sud, coll. « Babel. Terres d'aventures » no 273, 1997  (ISBN 2-7427-1286-0)
- America and Americans and selected nonfiction (1966) Un artiste engagé, traduit par Christine Rucklin, Paris, Gallimard, coll. « Du monde entier », 2003  (ISBN 2-07-076776-0)

### Écrits posthumes
- Journal of a Novel: The East of Eden Letters (1969)
- Viva Zapata! (1975), scénario du film d'Elia Kazan Zapata, suivi de Viva Zapata !, traduit par Christine Rucklin, Paris, Gallimard, coll. « Du monde entier », 2003  (ISBN 2-07-075121-X)
- The Acts of King Arthur and His Noble Knights (1976) Le Roi Arthur et ses preux chevaliers, traduit par Patrick Reumaux et Françoise Reumaux, Paris, J.-C. Godefroy, 1982 ; dernière réédition, Lyon, Profrance, coll. « Cercle maxi-livres », 1994  (ISBN 2-87628-915-6)
- Working Days: The Journals of The Grapes of Wrath (1982) Jours de travail : journaux des "Raisins de la colère", 1938-1941, traduit et préfacé par Pierre Guglielmina, Paris, Seghers, 2019  (ISBN 978-2-232-12983-4)
- Steinbeck in Vietnam: Dispatches from the War (2012) Dépêches du Vietnam, traduit par Pierre Guglielmina, Paris, Les Belles Lettres, coll. « Mémoires de guerre » no 6, 2013  (ISBN 978-2-251-31006-0) ; dernière réédition, Paris, Perrin, coll. « Tempus » no 679, 2017  (ISBN 978-2-262-06779-3)